# 브나야
브나야는 연합 이스라엘 왕국의 군대 장관으로 솔로몬 왕 시기에 활동했다. 솔로몬의 명령으로 많은 정적들을 숙청한 것으로 알려져 있다.
브나야의 정확한 생애는 알려져 있진 않지만 열왕기 상에 따르면 수석 사제 여호야다의 아들이자 캅츠엘 출신으로 기록된다.
그는 큰 공을 세운 용감한 사람으로 모압의 두 전사를 죽이고 눈 오는 날 저수 동굴 속에서 사자를 쳐 죽였으며 풍채 좋은 이집트인 하나도 죽였다. 이런 일들을 하여 그의 명성이 널리 퍼져 나갔고 마침내 셋째 달에 복무하는 셋째 조를 지휘하는 사람이 되었고 30인 용사 가운데 하나로 30인 부대를 지휘했고 그의 조에 속한 군사도 24,000명이었다.
다윗 왕 말기에 다윗의 아들 아도니야가 임금 행세를 하며 주변 인물들을 끌어들일 때 오히려 사독, 나단, 시므이, 레위와 함께 그를 반대하였다. 그리고 솔로몬이 왕위에 오르자 솔로몬의 명령으로 아도니야를 내리쳐 죽이고 아도니야를 지지하던 요압도 내리쳐 죽이고 그의 자리를 차지했다. 또한 3년 뒤에는 다시 솔로몬의 명령으로 시므이까지 쳐 죽였으며 이후 솔로몬의 신하이자 군대 지휘관으로 등장하며 그의 아들 여호야다는 에브야타르와 함께 아히토펠의 뒤를 잇기도 했다.